# 37e cérémonie des Annie Awards
 (décembre 2012).
La 37e cérémonie des Annie Awards, organisée par l'Association internationale du film d'animation, s'est déroulée le 6 février 2010 à Los Angeles et a récompensé les films d'animations sortis en 2009.

## Palmarès

### Productions
- Meilleur film d'animation : Là -haut (Pixar)
- Meilleure production en vidéo : Futurama: Into the Wild Green Yonder (The Curiosity Company et 20th Century Fox Home Entertainment)
- Meilleur court métrage d'animation : Robot Chicken : Star Wars 2.5 (ShadowMachine)
- Meilleure publicité animée : Spanish Lottery “Deportees” (Acme Filmworks, Inc.)
- Meilleure production animée pour la télévision : Prep and Landing (ABC Family et Walt Disney Animation Studios)
- Meilleure production animée jeunesse pour la télévision : Les Pingouins de Madagascar (Nickelodeon et DreamWorks Animation)

### Récompenses individuelles
- Meilleurs effets animés pour le cinéma : James Mansfield pour La Princesse et la Grenouille (Walt Disney Animation Studios)
- Meilleure animation de personnage pour la télévision : Phillip To pour Monsters vs. Aliens: Mutant Pumpkins from Outer Space (DreamWorks Animation)
- Meilleure animation de personnage pour le cinéma : Eric Goldberg pour La Princesse et la Grenouille (Walt Disney Animation Studios)
- Meilleur design de personnage pour la télévision : Bill Schwab pour Prep and Landing (ABC Family et Walt Disney Animation Studios)
- Meilleur design de personnage pour le cinéma : Shane Prigmore pour Coraline (Laika)
- Réalisation pour la télévision : Bret Haaland pour Les Pingouins de Madagascar, épisode Launchtime (Nickelodeon et DreamWorks Animation)
- Réalisation pour le cinéma : Pete Docter pour Là -haut (Pixar)
- Meilleure musique pour la télévision : Guy Moon pour The Fairly OddParents: Wishology-The Big Beginning (Nickelodeon)
- Meilleure musique pour le cinéma : Bruno Coulais pour Coraline (Laika)
- Meilleur production design pour la télévision : Andy Harkness pour Prep and Landing (ABC Family et Walt Disney Animation Studios)
- Meilleur production design pour le cinéma : Tadahiro Uesugi pour Coraline (Laika)
- Meilleur storyboard pour la télévision : Robert Koo pour Merry Madagascar (DreamWorks Animation)
- Meilleur storyboard pour le cinéma : Tom Owens Monstres contre Aliens (DreamWorks Animation)
- Meilleure performance vocale pour le cinéma : Jennifer Cody dans La Princesse et la Grenouille (Walt Disney Animation Studios)
- Meilleur scénario pour la télévision : Daniel Chun pour Les Simpson, épisode « Treehouse of Horror XX » (Gracie Films)
- Meilleur scénario pour le cinéma : Wes Anderson et Noah Baumbach pour Fantastic Mr. Fox (20th Century Fox)

### Récompenses spéciales
- Winsor McCay Award : Tim Burton, Bruce Timm, Jeffrey Katzenberg
- June Foray : Tom Sito
- Ub Iwerks Award — William T. Reeves
- Special Achievement : Martin Meunier et Brian McLean
- Certificat de mérite : Myles Mikulic, Danny Young et Michael Woodside